# Juan Ignacio Molina
Juan Ignacio Molina, noto in Italia come Giovanni Ignazio Molina, (Villa Alegre, 24 giugno 1740 – Imola, 13 settembre 1829) è stato un naturalista, botanico e gesuita cileno.
È considerato un'importante figura per gli studi della storia naturale e della botanica nel panorama europeo e ispano-americano tra il XVIII secolo e il XIX secolo.

## Vita
Figlio di Agustín Molina e Francisca González Bruna, entrò nei gesuiti e divenne curatore della biblioteca della "casa" (sede logistica ed amministrativa) dei Gesuiti di Santiago del Cile.
Dopo l'espulsione dei Gesuiti dall'America del Sud da parte del Governo spagnolo, nel 1774, Molina si trasferì a Imola, dove prese ad esercitare l'insegnamento privato. Erudito naturalista già nel Cile, Molina condensò le sue memorie sulla fauna, la vegetazione ed i minerali del paese d'origine in un famoso e fondamentale Saggio sulla storia naturale del Cile, successivamente tradotto anche in francese ed in spagnolo.
Molina studiò anche il Parco dei Gessi Bolognesi, osservando tutti i caratteri geologici e naturali del parco. Successivi studi e indagini furono pubblicati più avanti nel tempo. Uno di questi fu Memorie di Storia Naturale (Bologna, 1822).
Morì a Imola il 13 settembre 1829, a quasi novant'anni.

## Opere
- Compendio della Storia geografica, naturale, e civile del Regno del Chili. Bologna 1776.
- Saggio sulla Storia Naturale del Chili del Signor Abate Giavinni Ignazio Molina Bologna, 1782.
- Saggio sulla Storia Naturale Del Chili di Gio: Ignacio Molina Seconda edizione accresciuta e arricchita di una nuova carta geografica e del ritratti dell'autore Bologna 1810, Tipografia de Fratelli Masi e comp.
- Memorie di Storia naturale, lette in Bologna nelle adunante dell'Istituto dall'Abate Gioan-Ignazio Molina Americano. Membro dell'Istituto Pontificio, Bologna. 1821. Tipografia Marsigle con approvazione

## Riconoscimenti
La città di Bologna gli ha dedicato un busto in marmo, assieme a quelli di altri illustri bolognesi.
Un fruttifero arbustivo delle foreste pluviali di Valdivia in Cile, da lui descritto, come Myrtus ugni, ora chiamato Ugni molinae, ha il nome specifico ispirato al suo cognome.
Al naturalista è anche dedicato il genere Molinia, della famiglia delle Poaceae.